# Dicyemida
Dicyemida är en ordning av djur. Dicyemida ingår i fylumet rhombozoer och riket djur.
Ordningen innehåller bara familjen Dicyemidae. Dicyemida är enda ordningen i fylumet Rhombozoa.

## Bildgalleri

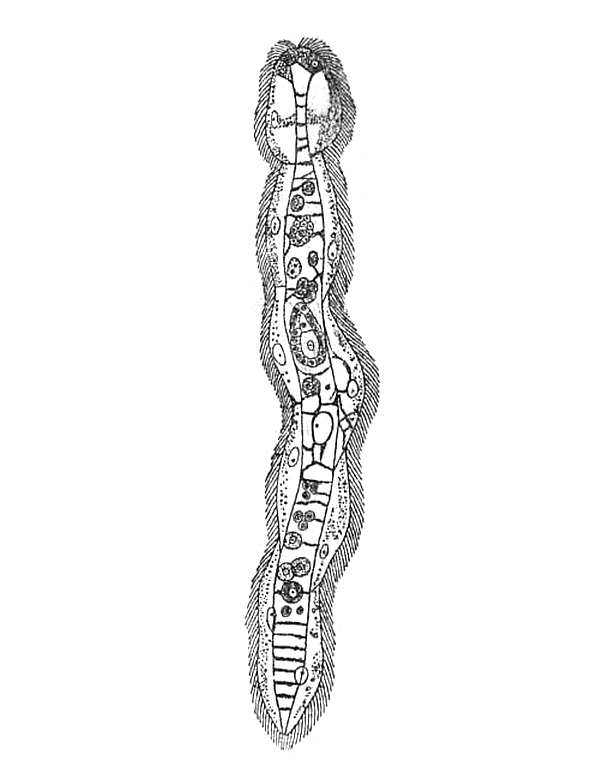